# Parco industriale Cina-Bielorussia
Il Parco industriale Cina-Bielorussia (in bielorusso Кітайска-беларускі індустрыяльны парк «Вялікі камень»?, Kitajska-belaruski industryjal'ny park «Vjaliki kamen'»; in russo Китайско-Белорусский индустриальный парк?, Kitajsko-Belorusskij industrial'nyj park; in cinese: 中国-白俄罗斯工业园S) è una zona economica speciale in Bielorussia, istituito dall'accordo intergovernativo tra Cina e Bielorussia. Il parco industriale è stato creato nel distretto di Smaljavičy, nella regione di Minsk, vicino all'aeroporto internazionale di Minsk.

## Storia
Il Parco industriale di Cina-Singapore-Suzhou è diventato il prototipo del parco industriale Cina-Bielorussia. Nel 2010, il Ministero dell'Economia della Repubblica Bielorussa e la «Chinese Engineering Corporation CAMC (CAMCE)» hanno deciso di collaborare alla creazione di un parco industriale Cina-Bielorussia nel territorio bielorusso. Nel novembre 2011, il parco è stato anche discusso all'incontro della commissione intergovernativa bielorusso-cinese. Per la creazione iniziale del parco sono stati sviluppati e firmati i seguenti documenti:
- Accordo di cooperazione relativo all'istituzione del parco industriale Cina-Bielorussia nel territorio della Repubblica di Bielorussia tra il Ministero dell'Economia della Repubblica di Bielorussia e il "China Engineering Corporation CAMC (CAMCE)", datato 11 ottobre 2010.
- Accordo tra il governo bielorusso e il governo della Repubblica Popolare Cinese sullo sviluppo partecipativo del parco industriale Cina-Bielorussia del 18 settembre 2011 (ratificato da entrambi i Paesi ed entrato in vigore il 30 gennaio 2012).
- Il 5 giugno 2012 il presidente bielorusso, Aljaksandr Lukašėnka, ha firmato il decreto numero 253 «Sul parco industriale Cina-Bielorussia».[6]

I documenti per stabilire una joint venture per lo sviluppo del parco sono stati firmati a Minsk il 27 agosto 2012. Di conseguenza è nata la società per azioni cinese-bielorussa «Industrial Park Development Company» (IPDC). La società è stata costituita con un capitale sociale di 10 milioni di dollari. Nell'aprile 2013, le presentazioni del parco si sono svolte nelle città cinesi di Harbin e Guangzhou. Il 4 giugno 2013, il governo bielorusso ha approvato il piano generale del parco (risoluzione numero 447). Nel luglio 2013, una delegazione del governo di Harbin ha visitato Minsk per negoziare la partecipazione alla capitale della società di gestione del parco industriale Cina-Bielorussia. I colloqui hanno coinvolto il ministro dell'Economia Mikalaj Henadzevič Cnapkoŭ. Un gruppo di uomini d'affari della provincia cinese meridionale del Guangdong ha dichiarato la propria intenzione di partecipare allo sviluppo del progetto. Il 17 luglio 2013, Aljaksandr Lukašėnka, in un incontro a Pechino con il Primo ministro della Repubblica Popolare Cinese, Li Keqiang, ha chiesto al governo cinese «di fornire il massimo aiuto» nello sviluppo del parco industriale.

## Descrizione
Il parco si trova a 25 km da Minsk e comprende 8.048 ettari dell'area Smolevichsky tra il bacino di Petrovichi e l'aeroporto nazionale "Minsk" (MSQ).
In questa area viene introdotto un regime legale speciale. Il parco è progettato per la produzione high-tech e orientata all'esportazione. Secondo Alexander Lukashenko, le imprese high-tech di tutto il mondo e la "produzione di domani" si concentreranno su questo territorio. Il periodo di costruzione del parco è di 30 anni, il numero di dipendenti occupati è di 120.000 persone. Lo sviluppo del parco si concentrerà su elettronica, biomedicina, chimica, ingegneria e nuovi materiali. I mercati pianificati sono i paesi della Comunità degli stati indipendenti e l'Unione europea.
L'infrastruttura del parco includerà impianti industriali, mezzi di trasporto, zone residenziali, compresi spazi sociali, uffici, complessi commerciali e centri di ricerca finanziari e scientifici. All'interno del territorio si prevede di creare sotto-parchi separati della città di Harbin e provincia del Guangdong.
Secondo il quotidiano britannico The Financial Times, la Bielorussia prevede di attirare investitori stranieri nel progetto «attraverso incentivi fiscali, leggi liberali riguardanti la proprietà straniera e una forza lavoro ben istruita».
Secondo il decreto presidenziale, il parco ha la più grande esenzione fiscale del paese. Ad esempio, i redditi personali sotto forma di salari percepiti nell'ambito dei contratti di lavoro dalla società di gestione congiunta e dai residenti del parco industriale saranno soggetti a imposte sul reddito al tasso del 9%. I residenti del parco sono esonerati dal pagamento di tre delle tasse più importanti: tassa fondiaria, imposta fondiaria e imposta sul reddito. I residenti sono inoltre esenti dal pagamento dei dazi doganali quando importano attrezzature. Opereranno su una politica preferenziale per le importazioni di materiali e sul pagamento dell'IVA e dei dazi doganali. Un investitore può ottenere lotti di terreno sul territorio del parco fino a 99 anni o acquistarlo come proprietà privata. Il piano generale del parco, così come le informazioni sui benefici e le garanzie dei residenti sono disponibili al pubblico.
Il parco industriale Cina-Bielorussia è il più grande parco industriale in Europa tra i parchi stabiliti dalla Cina. Singapore ha intenzione di prendere parte al progetto.

## Economia
La Bielorussia prevede di spendere più di 500 milioni di dollari, la banca di stato cinese, 1,5 miliardi di dollari per la costruzione delle infrastrutture del parco. L'importo stimato di investimenti diretti nel progetto ammonterà a 2 miliardi di dollari e, come previsto dall'Ambasciata cinese, potrebbe essere aumentato fino a 5,5 miliardi. Anche investitori russi e di Singapore sono coinvolti nel progetto.
A lungo termine, il progetto potrebbe ricevere fino a 30 miliardi di investimenti. Secondo Alexander Lukashenko, l'implementazione di questo progetto consentirà di ricevere dalle esportazioni fino a 50 miliardi di dollari aggiuntivi all'anno.

## Governance

La posizione geografica del parco industriale Cina-Bielorussia (punto marrone al centro). L'UE è mostrata in verde, la Cina in rosso

Il parco industriale Cina-Bielorussia è gestito dallo stato "Amministrazione del parco industriale Cina-Bielorussia" (il leader è Alexander Ermak). L'amministrazione del parco è direttamente subordinata al governo della Bielorussia e svolge varie procedure amministrative basate sul principio «one stop». La società per azioni Cina-Bielorussia "Industrial Park Development Company" si occupa di attrarre investimenti nel parco, costruire le infrastrutture, proprietà immobiliari e gestione del territorio, nonché una serie di altre funzioni. Il 60% delle azioni è di proprietà della Cina e il 40% della Bielorussia:
- Ilv60% è di proprietà di CAMC Engineering Co. (CAMCE), una società cinese.[8]
- Il 30% degli affari appartiene al Comitato Esecutivo Regionale di Minsk.
- Il 10% è di proprietà dell'azienda "Horizont".

## Partecipanti
Sotto una lista parziale delle aziende che partecipano alle attività del China–Belarus Industrial Park:
- China National Machinery Industry Corp (Sinomach).[36] La compagnia ha più di 50 filiali impegnate in attività di import-export di materiale e servizi nell'ambito delle telecommunicazioni, metallurgia, ingegneria navale, petrolchimica, macchinari, e Ingegneria aerospaziale.[37] Un piano di produzione di cellulosa, energia idroelettrica e a Lukolm e Bereza sono in costruzione due impianti a ciclo combinato con una capacità di 400 MW ciascuno.[38]
- ZTE Corporation[39][40][41] è la seconda più grande azienda manifatturiera di materiale per le telecomunicazioni e telefoni cellulari in Cina.[42]
- China Great Wall Industry Corporation[34][40][41]
- CAMC Engineering Co. (CAMCE). La compagnia possiede il 60% del capitale condiviso della JSC «Azienda per lo sviluppo del parco industriale»[8]

## Criticità
Il progetto ha generato una serie di obiezioni critiche in Bielorussia. Il conflitto principale è stato causato dalle paure degli abitanti del distretto di Smolevichsky e Minsk dalla possibile demolizione di proprietà dei cittadini.
Uno dei leader della campagna di protesta, Andrey Dmitriev, è riuscito a ottenere garanzie di protezione per le proprietà per i cittadini. Il capo degli investimenti del Ministero dell'Economia, Kirill Koroteev, ha affermato che le terre delle cooperative suburbane non saranno confiscate senza il consenso del proprietario terriero. Koroteev ha anche osservato che i 498 ettari di parco saranno riservati agli spazi verdi e la zona industriale sarà solo il 10% del territorio. Secondo la sua dichiarazione, i suggerimenti fatti durante il dibattito pubblico sono stati presi in considerazione in dettaglio. In particolare, non ci saranno industrie inquinanti nel parco industriale.
In risposta alle critiche del progetto, Alexander Lukashenko ha detto: "Non c'è bisogno di gridare che non ci sarà abbastanza terra o qualcos'altro. Ognuno otterrà tutto. Non violiamo o offendiamo la nostra gente. Se qualcuno è a disagio nel coesistere con questo parco, forniremo il terreno a quella persona, con le migliori condizioni, in modo da non offendere nessuno".
Alexander Lukashenko ha definito il parco industriale della Cina-Bielorussia il progetto congiunto più importante del paese. Inoltre, secondo lui, il progetto eliminerà i problemi di instabilità finanziaria in Bielorussia, e aiuterà il paese a compiere un salto tecnologico.
Un editorialista del «Belarusian News», Nikita Belyaev, osserva che questo progetto potrebbe provocare un conflitto tra la Bielorussia e la Russia, perché, a suo parere, Mosca non è interessata a ridurre la dipendenza della Bielorussia dall'economia russa.
Secondo Lenta.ru, il parco industriale è «l'impresa più ambiziosa nella connessione Minsk-Pechino».
Secondo Zhang Zhenzun, vice presidente senior della Chinese ZTE Corporation, "il progetto ha un buon potenziale per lo sviluppo di industrie high-tech".